# Lithophragma maxima
Lithophragma maxima är en stenbräckeväxtart som beskrevs av Bacigal.. Lithophragma maxima ingår i släktet Lithophragma och familjen stenbräckeväxter. Inga underarter finns listade i Catalogue of Life.